# بيتر كورلاند
بيتر كورلاند (بالإنجليزية: Peter Kurland)‏ هو مهندس الصوت أمريكي، ولد في 1958 في ناشفيل في الولايات المتحدة.

## وصلات خارجية
- بيتر كورلاند على موقع IMDb (الإنجليزية)
- بيتر كورلاند على موقع قاعدة بيانات الفيلم (الإنجليزية)